# Pákászat
A pákászat az 1900-as évek első harmadáig, a lápvidékek lecsapolásáig komplex halász, vadász, növénygyűjtő életformája volt a lápok, mocsarak vidékén található falvak lakóinak. Mivel a lápvidék lakosainak a megélhetéshez szántóföldi művelésre alkalmas területük kevés volt, elterjedt foglalkozásnak számított a pákászat.
Pákásznak nevezték azokat a lápvidék környékén élő embereket, akik kimondottan a rétből, mocsárvidékből éltek, tehát földet nem műveltek, hanem abból éltek, amit a lápvidék készen adott, begyűjtötték a természet adta kincseket.

## A pákász élete a lápon
A pákász a mocsarakban élt, kúp alakú nádkunyhóban, vagy nyerges tetejű földkunyhókban, s az év nagy részét a lápon töltötte. Halászott, vadászott és gyűjtögetett.
A halat szigonnyal, varsával, hurokkal fogta meg. A vízimadarakat is különböző maga készítette hurkokkal ejtette el, s a nagyvadaknak, mint például a farkas, csapdát készített, vermet ásott, míg a repülő madarakat íjjal, hajítófával próbálta elejteni. A vízben lebegő sulyom termését botra erősített subadarabbal gyűjtötték össze.
A pákász családja begyűjtötte a környezetében található ehető vízinövényeket, mint például a sulymot, a gyékény buzogányát; a pákát taplóként használták tűzgyújtáshoz, vagy párna- és dunnatölteléknek dolgozták fel. Összegyűjtötték a vadmadarak tojásait, a gyógynövényeket, a piócát (orvosi felhasználásra), vagyis mindent begyűjtöttek, amit a láp adott.
A lápi ember a láp odvasfáiba telepedett méhcsaládoktól mézet is gyűjtött, de ha megbetegedett, gyógyszerét is a lápon gyűjtötte, mivel a lápvilágban ismeretlen volt a patika és a kórház is.
A gyógyszernek szánt gyógynövényeket általában a füvesember gyűjtötte be. A lápon szedett gyógyhatású növényeket gyökerestül szárította, majd porrá törte, és bőrzacskókban tárolta, s szükség esetén faggyúval, hájjal kenőccsé keverte.
Ők gyűjtötték be a piócát is, ugyancsak gyógyászati célból. Ezt úgy gyűjtötte, hogy felgyűrt nadrágszárral belegázolt a vízbe, ahol az éhes állatkák ráragadtak a lábára, majd mikor a vízből kilépett, a lábaszárát sóval beszórta, s ettől az odatapadt piócák lefordultak. A piócákat marhahólyaggal lekötött üvegekben tárolta, úgy vitte eladni.
A lápréteken gyűjtötték be a fehér mályvát (Orvosi zilíz), melyet sebgyógyításra, toroköblögetésre használtak. Ebből a gyűjtögető tevékenységből ered a pákász elnevezés is, vagyis a halász, vadász, madarász foglalkozások gyűjtőneve.
A gyűjtögető, halászó, madarászó pákászok állandó lakhelyüktől, téli szállásuktól sokszor több tíz kilométerre is elbarangoltak, ha egy-egy helyen letelepedtek, ott általában 5-6 hétig laktak, "kiélték azt a helyet, ahova telepedtek, majd továbbvándoroltak".
A láp jellegzetes hala volt a lápi póc és a lápi csík, mely utóbbi mára már teljesen kiveszett a lápból, ezt trombita alakú, vesszőből font csíkkassal, vagy varsával fogták, és eladásig másfél, két méter mély fedett vermekben tartották, s a környező falvakban vagy a vásárokon adták el.

## A pákász szerszámai
A pákászok az Ecsedi-lápon két-háromágú bottal járták az ingólápot, amely botnak nadályozó volt a neve. De nélkülözhetetlen szerszám volt a nádvágó kasza, a lápmetsző ásó és a csíktök kasornya is, amelybe a csíkhalat gyűjtötték, s amely az egyetlen termesztett növényükből, a kabaktökből (Lagenaria vulgaris) készült - ebből készítették evő- és ivóedényeiket is.
A lápmetsző ásóval a lápos talajt ásták fel, ha ivóvízhez akartak jutni, vagy ha varsájukat akarták leállítani.
Az ivóvizet (a lápi kútból) nádszálon szívták fel a mocsárból, oly módon, hogy a tőzegrétegen ledugtak egy nádszálat, olyan mélységig, míg tiszta vizet nem értek.
A pákászok tüzet két fa összedörzsölésével gyújtottak.
A pákászok az ingoványos talajon gyékényből font, hótalpakra emlékeztető "talpalló"-ban jártak, hogy bele ne süppedjenek a sárba, a vízen pedig nádtutajjal, bödönhajóval közlekedtek.
A láp lecsapolása után eltűnt az ezerszínű vízivilág, s ez magával vonta a pákászatnak, ennek az ősi foglalkozásnak a megszűnését is.